# Gare de Felletin
La gare de Felletin est une gare ferroviaire française de la ligne de Busseau-sur-Creuse à Ussel, située sur le territoire de la commune de Felletin dans le département de la Creuse, en région Nouvelle-Aquitaine.
C'est une halte voyageurs de la Société nationale des chemins de fer français (SNCF), desservie par des trains TER Nouvelle-Aquitaine.

## Situation ferroviaire
Établie à 529 mètres d'altitude, la gare de Felletin est située au point kilométrique (PK) 423,045 de la ligne de Busseau-sur-Creuse à Ussel. Elle est le terminus de la section en service après la gare ouverte d'Aubusson. En direction de Busseau et avant Aubusson s'intercale la gare fermée de Moutier-Rozeille ; dans la direction d'Ussel, la première gare rencontrée était la gare de Croze.

## Histoire
La gare de Felletin est mise en service le 28 août 1882, lors de l'ouverture du tronçon Aubusson à Felletin.
Le 1er juin 1905, elle devient une gare de passage avec l'ouverture du tronçon de Felletin à Ussel par la Compagnie du chemin de fer de Paris à Orléans (PO).
Le 30 septembre 1979, elle redevient une gare terminus avec la fermeture du tronçon de Felletin à Ussel.
Avant le changement de service été 2017, le personnel SNCF (Agent de conduite et Contrôleur du train) effectuait un découché à Felletin (arrivée le soir et départ le lendemain matin). La suppression du TER direct Limoges - Felletin du soir et du TER direct Felletin - Limoges du matin a mis fin à ce découché, le personnel ne fait plus que des rotations aller/retour.
Les voies de services sont aujourd'hui abandonnées et plus entretenues, seule la voie 2 permet le garage d'un train.
La ligne devrait être fermée durant l'été 2025 en raison d'un trafic d'une faiblesse insigne(Douze voyageurs journaliers en 2023 pour 4400 voyageurs annuels, 19 en 2024 pour 7022 annuels) .

## Fréquentation
De 2015 à 2023, selon les estimations de la SNCF, la fréquentation annuelle de la gare s'élève aux nombres indiqués dans le tableau ci-dessous.
| Année     | 2015  | 2016  | 2017  | 2018  | 2019  | 2020 | 2021 | 2022 | 2023 |
| --------- | ----- | ----- | ----- | ----- | ----- | ---- | ---- | ---- | ---- |
| Voyageurs | 5 673 | 4 390 | 4 007 | 2 634 | 3 208 | 281  | 276  | 383  | 882  |

## Service des voyageurs

### Accueil
Halte SNCF, c'est un point d'arrêt non géré (PANG) à accès libre. L'accès aux quais s’effectue directement par le côté de l'ancien bâtiment voyageur, il n'y a pas de validateur puisque le contrôleur effectue cette opération.

### Desserte
Felletin est desservie par des trains TER Nouvelle-Aquitaine de la relation : Guéret - Felletin, avec correspondance pour Limoges-Bénédictins. Ils effectuaient deux aller-retours quotidiens en semaine. La gare n’est pas desservie les week-ends et jours fériés.
En 2022, selon les estimations de la SNCF, la fréquentation annuelle de la gare était de 383 voyageurs contre 3 208 voyageurs en 2019 et 2 634 en 2018. En 2023, on a 882 voyageurs annuels soit 2,4 Voyageurs par jour. En 2024, le trafic passe respectivement à 1700 et 4,6

### Intermodalité
Un parking pour les véhicules y est aménagé.
Elle est desservie par des cars régionaux TransCreuse (Nouvelle Aquitaine) :
- L5 : Montluçon <> Aubusson <> Felletin[10] ;
- LR9 : Felletin <> Limoges[11] ;
- LR13 : Montluçon <> Aubusson <> Felletin <> Ussel[12] ;
- LR15 : La Souterraine <> Guéret <> Felletin[13] ;
- LR17 : Felletin <> Aubusson <> Clermont-Ferrand[14].

Installations et desserte
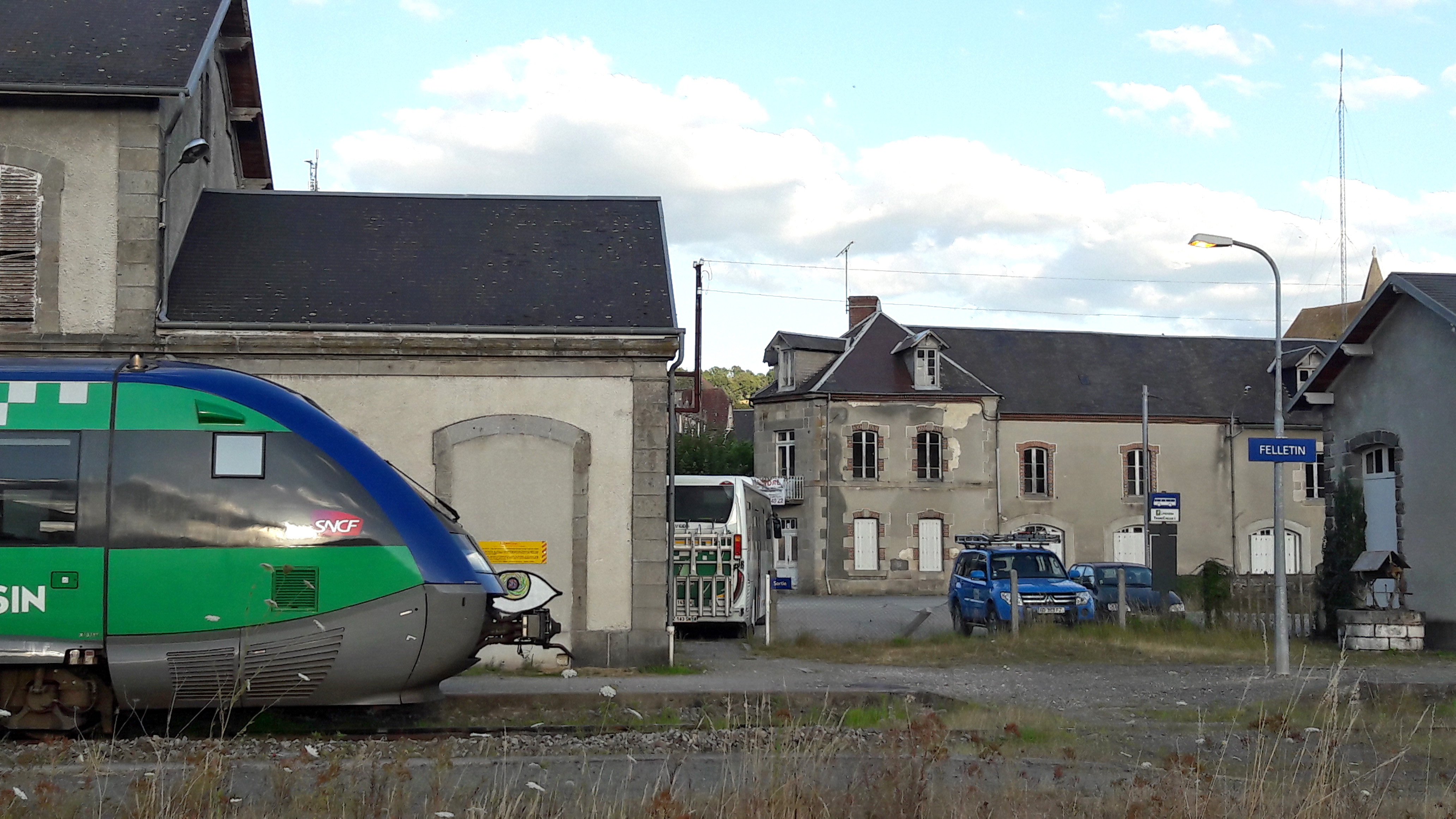
Vue de l'entrée.
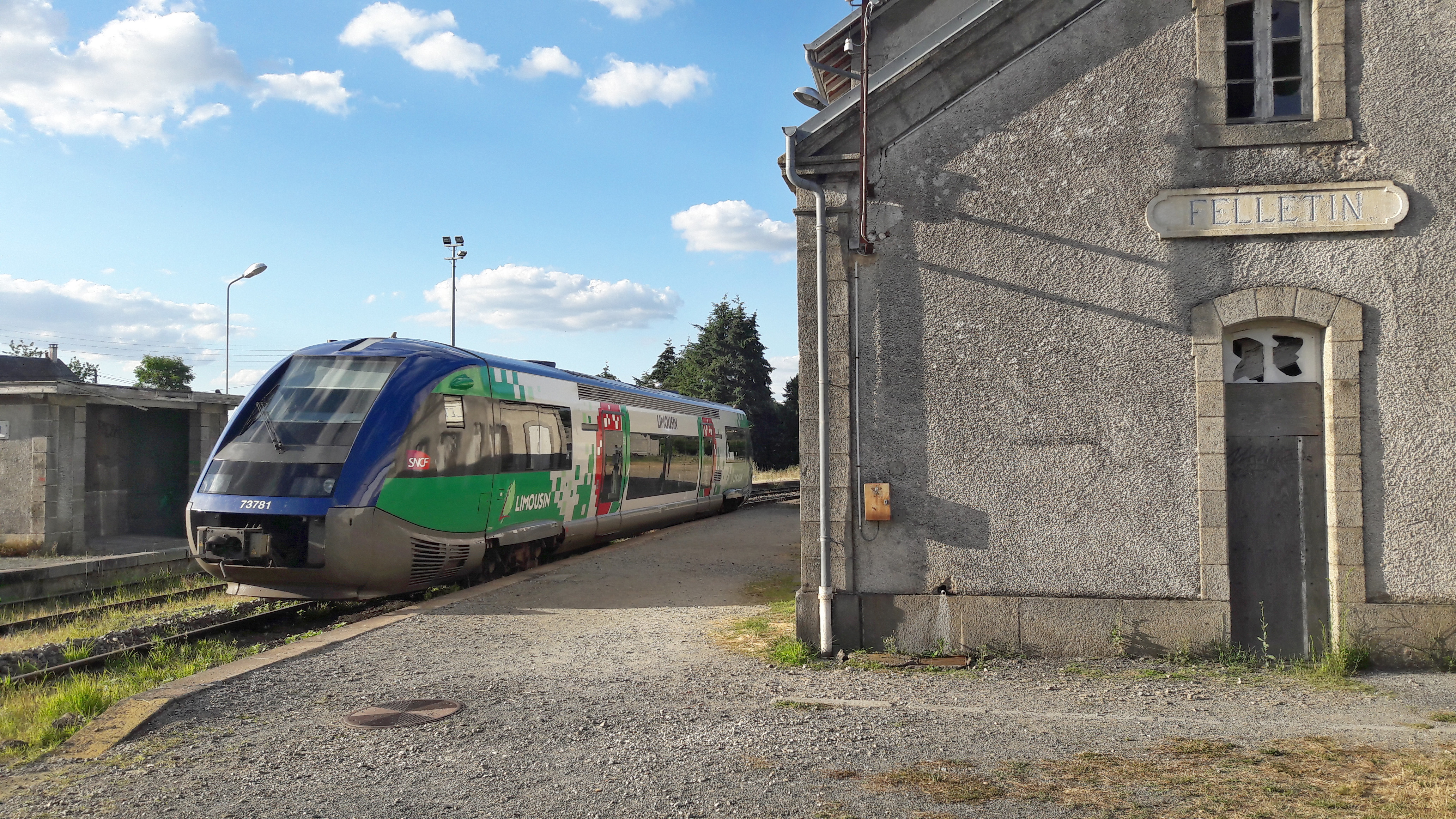
Quai de la halte.
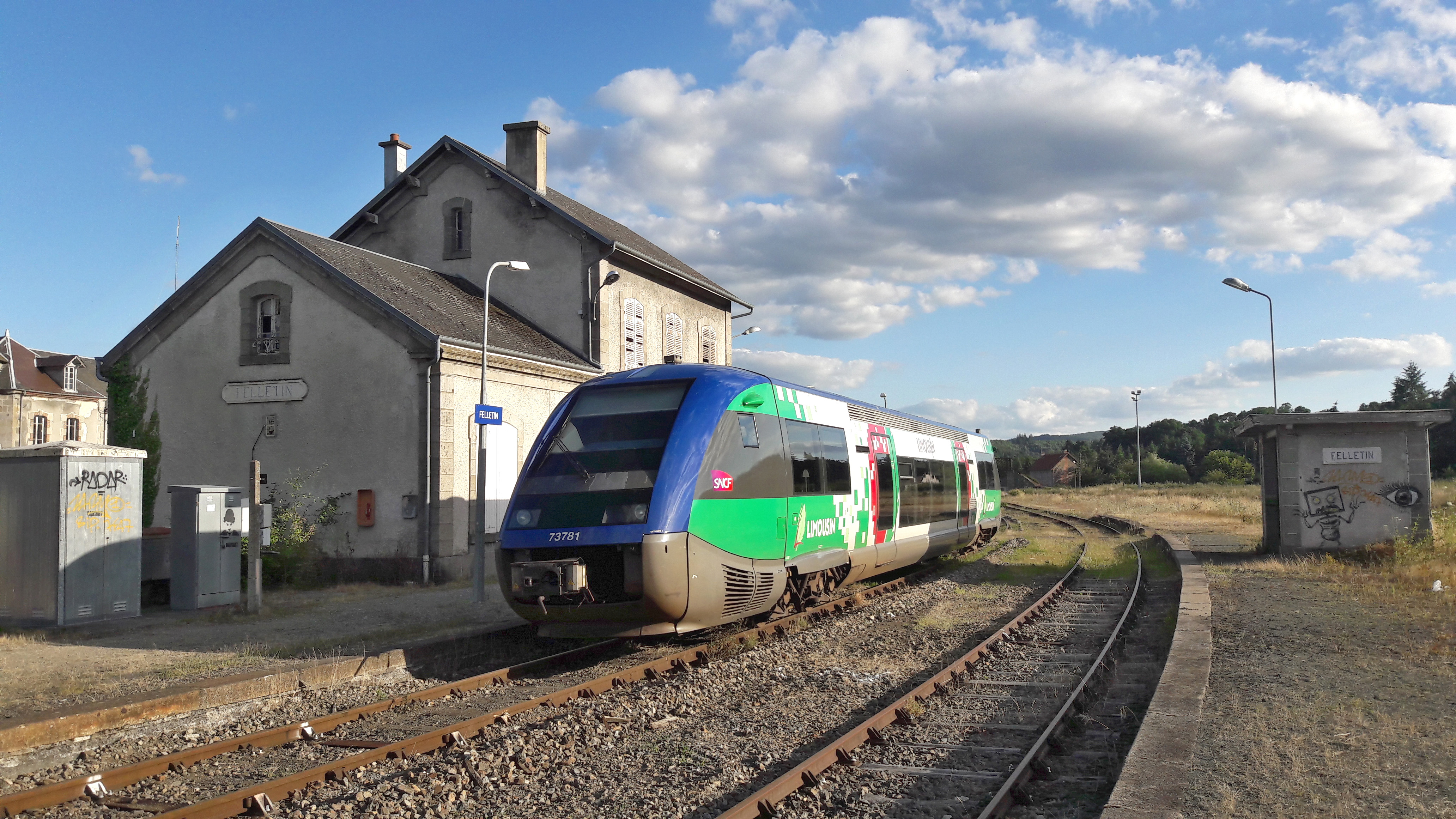
Voies et quais.

## Service des marchandises
La gare de Felletin est ouverte au service du fret (train massif seulement).

## Patrimoine ferroviaire
L'ancien bâtiment voyageurs de la gare fait l'objet depuis 2013 d'un projet de valorisation culturelle, conjointement mené par l'association Quartier rouge, la commune de Felletin et des étudiants en Master 2 Conduite de projets culturels et touristiques de l'université Blaise-Pascal (Clermont-Ferrand).

Anciens bâtiments désaffectés
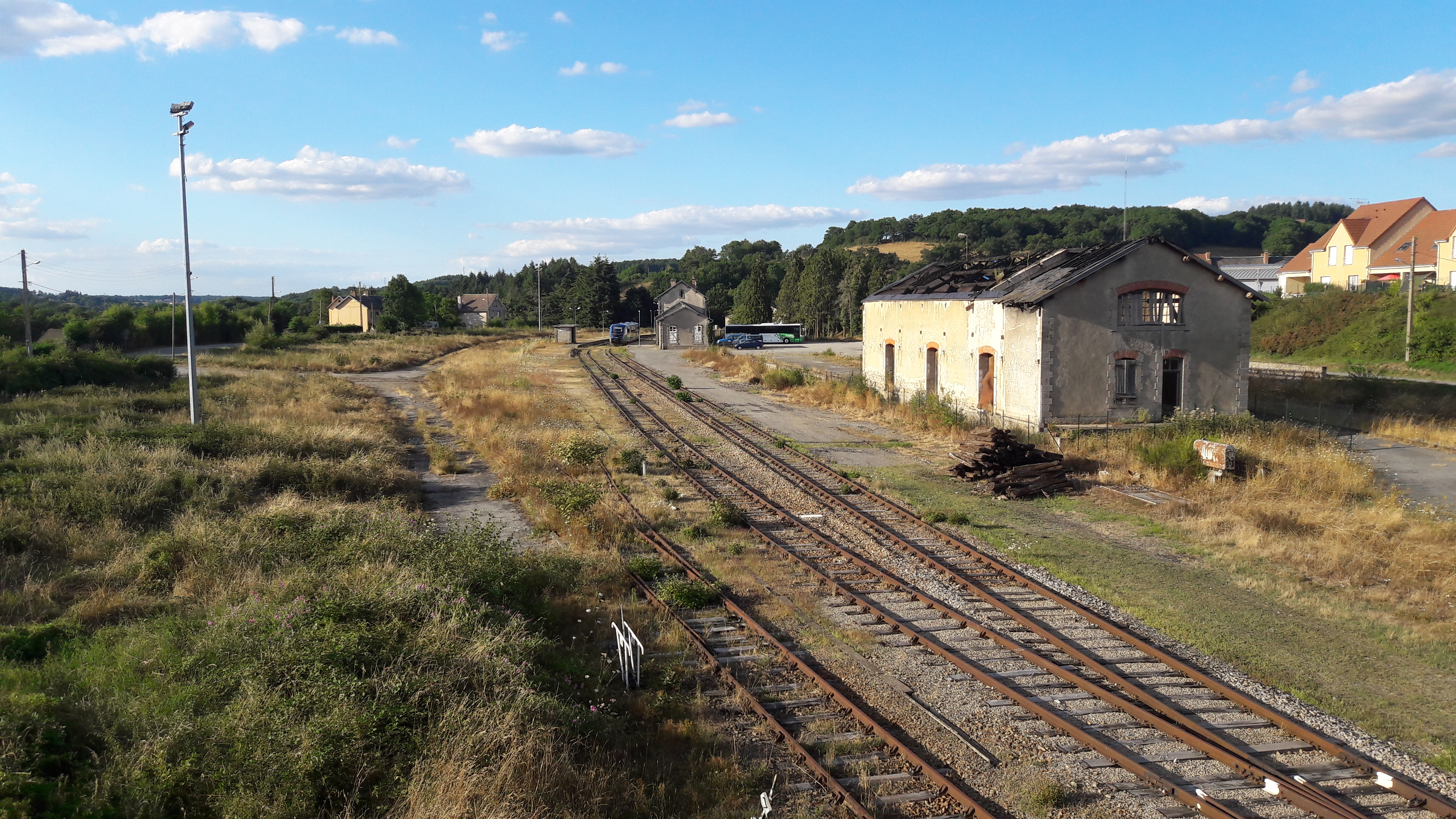
Vue d'ensemble
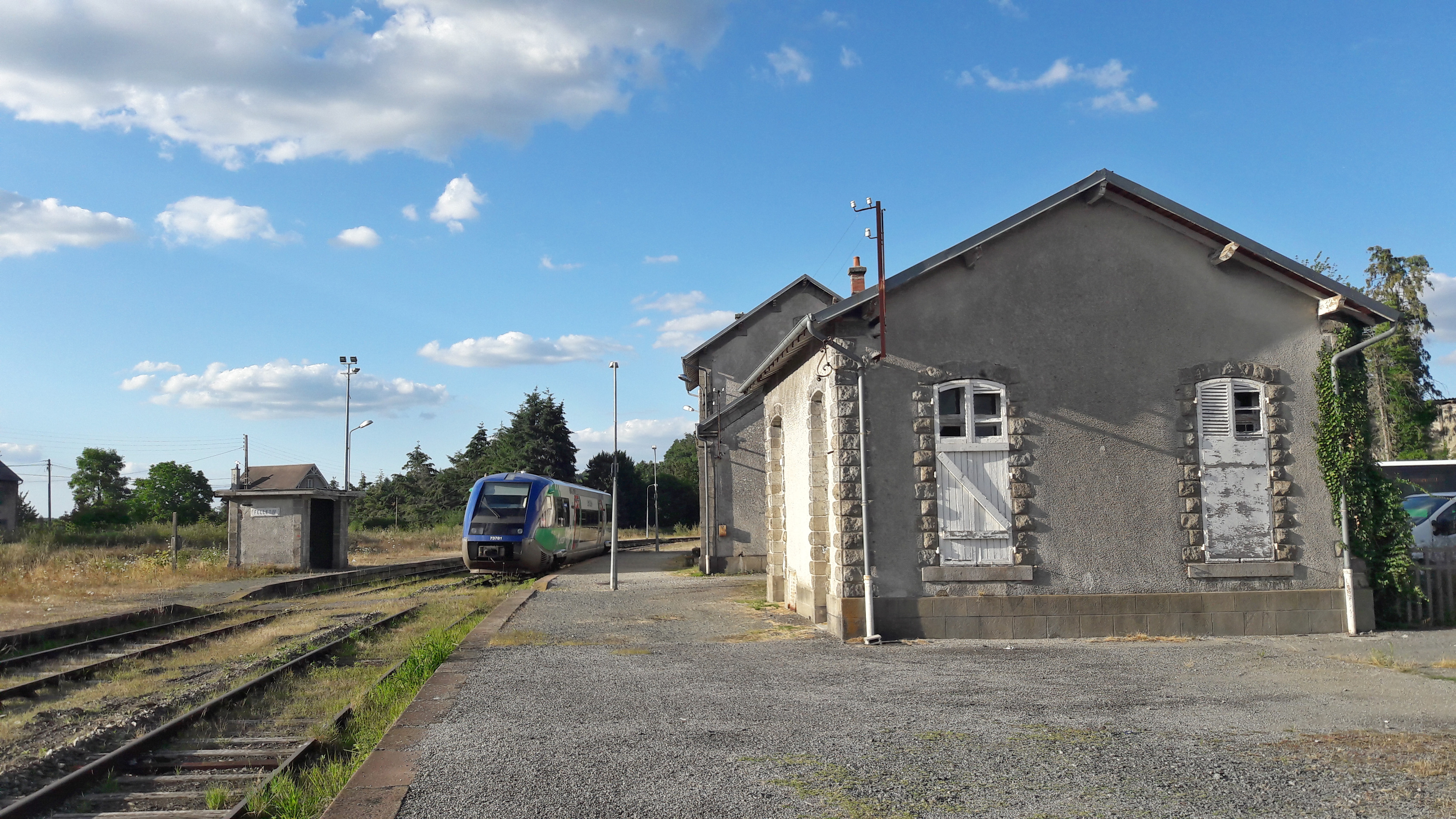
Bâtiment administration marchandises
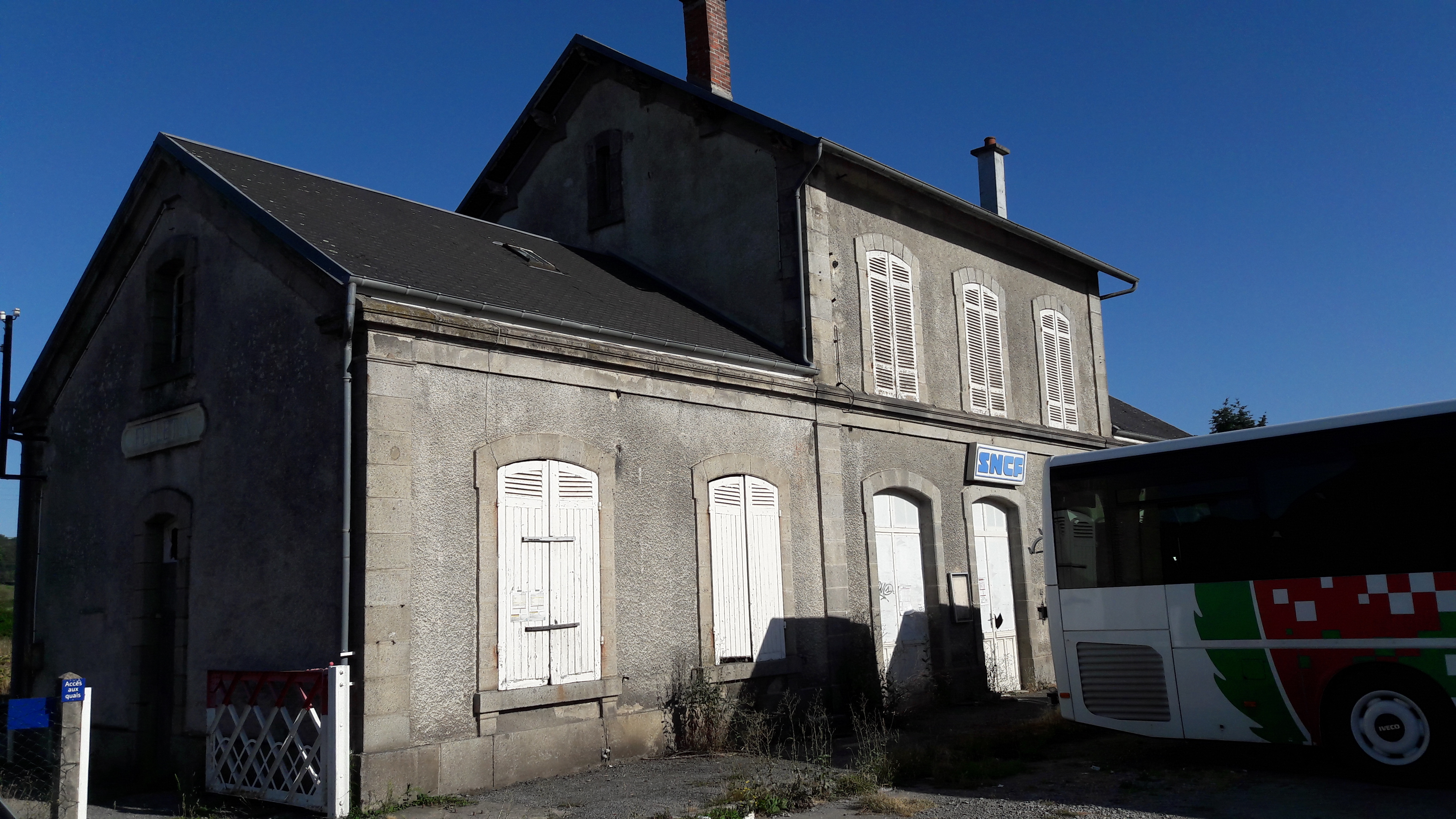
Détail.